# Cardamine conferta
Cardamine conferta là một loài thực vật có hoa trong họ Cải. Loài này được Jurtzev mô tả khoa học đầu tiên năm 1965.